# Friedrich Schwardtmann
Friedrich-W. „Freddy“ Schwardtmann (* 1954 in Köln) ist ein deutsch-österreichischer Schauspieler.

## Leben

### Ausbildung
Friedrich Schwardtmann wurde in Köln geboren und wuchs zum Teil in Südtirol auf. Er absolvierte eine Ausbildung zum Heimtextilkaufmann für Groß- und Einzelhandel und begann ein Jurastudium, das er zugunsten seiner Schauspielkarriere aufgab. Seine Schauspielausbildung erhielt er bei Werner Kraut an der Folkwangschule in Essen-Werden. Ein erstes Engagement hatte er an den Vereinigten Städtische Bühnen Krefeld und Mönchengladbach, wo er in Die Leiden des jungen Werthers die Titelrolle verkörperte und als Harold in Harold und Maude zu sehen war.

### Theater
Am Wiener Theater in der Josefstadt war er über 30 Jahre Ensemblemitglied. An der Josefstadt bzw. den Kammerspielen der Josefstadt stand er unter anderem ab 1982 als Momo und Ordulf in Heinrich IV., als Erich in Geschichten aus dem Wiener Wald, als Dr. Kurt Pflugfelder in Professor Bernhardi, als Valère in Tartuffe, als Mortimer Brewster in Arsen und alte Spitzen und als Friedrich Eilers in Des Teufels General (1998) auf der Bühne. In der 2002 an den Kammerspielen aufgezeichneten Komödie Der keusche Lebemann spielte er unter der Regie von Teddy Podgorski an der Seite von Ossy Kolmann und Martin Zauner den deutschen Lebemann Heinz Fellner. 2013 war er an der Josefstadt in Hochzeit auf Italienisch – Filumena Marturano von Eduardo De Filippo zu sehen, 2014 wirkte er dort in Milo Dors Die Schüsse von Sarajewo mit.
Im Jedermann bei den Salzburger Festspielen war er von 1979 bis 1983 während der Ära Ernst Haeusserman Mitglied der Tischgesellschaft. Beim Festival Steirischer Herbst verkörperte er 1980 in der Uraufführung des Stückes Veränderungen von Felix Mitterer an der Seite Guido Wieland und Dorothea Parton die Rolle des Stefan. 2000 stand er bei den Sommerspielen Perchtoldsdorf unter der Intendanz von Gerhard Tötschinger in Carlo Goldonis Der Impresario von Smyrna mit Waldemar Kmentt, Susanne Michel und Guggi Löwinger auf der Bühne. Bei den Seefestspielen Mörbisch war er unter anderem 2010 als Ministerpräsident in Der Zarewitsch an der Seite von Harald Serafin als Großfürst zu sehen.
Von seiner Wahlheimatgemeinde Klosterneuburg wurde er 2013 mit dem Kulturpreis der Stadtgemeinde ausgezeichnet.

### Film und Fernsehen
1984 spielte er im deutsch-österreichischen Fernsehfilm Weltuntergang über das Attentat von Sarajevo die Rolle des Sutej. In der Tatort-Folge Seven Eleven war er 1990 als Anwalt zu sehen. 1993 verkörperte er in der Fernsehserie Almenrausch und Pulverschnee die Rolle des Leopold sowie in der Serie Familie Merian die Rolle des Jörg. In der Serie Schloßhotel Orth hatte er 1997 in der Folge Happy Birthday eine Episodenrolle als Wolffi Stauffer. In Der Bockerer III – Die Brücke von Andau von Franz Antel war er 2000 als Reporter Otto zu sehen.
Im österreichisch-französischen Fernsehdrama Wir sind so verhasst (2006) mit Sarah Biasini und Paweł Deląg in den Hauptrollen verkörperte er die Rolle des Arnaud Apprederis. 2008 spielte er in der auf dem Drehbuch von Uli Brée und Angelika Hager basierenden ORF-Serie Polly Adler mit Petra Morzé in der Titelrolle unter der Regie von Peter Gersina die Rolle des Michael Granier.

## Filmografie (Auswahl)

### Als Schauspieler
- 1982: Tarabas (Fernsehfilm)
- 1983: Wagner (Fernsehserie)
- 1984: Heinrich IV. (Fernsehfilm)
- 1984: Weltuntergang (Fernsehfilm)
- 1987: Minna von Barnhelm (Fernsehfilm)
- 1988: Wiener Walzer (Fernsehfilm)
- 1989: Professor Bernhardi (Fernsehfilm)
- 1989: Calafati Joe – Stille Zeit (Fernsehserie)
- 1989: Alles Walzer (Fernsehfilm)
- 1990: Tatort: Seven Eleven (Fernsehreihe)
- 1990: Mit besten Empfehlungen (Fernsehfilm)
- 1993: Almenrausch und Pulverschnee (Fernsehserie)
- 1993: Familie Merian (Fernsehserie)
- 1994: Pension Schöller (Fernsehfilm)
- 1996: Der Bockerer II – Österreich ist frei
- 1997: Schloßhotel Orth – Happy Birthday (Fernsehserie)
- 1999: Sonny Boys (Fernsehfilm)
- 2000: Der Bockerer III – Die Brücke von Andau
- 2002: Der keusche Lebemann (Fernsehfilm)
- 2005: Moral (Fernsehfilm)
- 2006: Wir sind so verhasst (Nous nous sommes tant haïs)
- 2008: Polly Adler (Fernsehserie, vier Folgen)

### Als Synchronsprecher
- 1987: Die weiße Bestie (1982) – Jameson Parker als Roland Gray
- 1990: Das rote Zimmer (1977) – Patrick Dewaere als Mattei
- 1980: Asylum – Irrgarten des Schreckens  (1972) – Robert Powell als Dr. Martin
- 1989: Die Attacke der leichten Brigade (1936) – Patric Knowles als Perry Vickers

## Hörspiele (Auswahl)
- 1979: Martin Kurbjuhn: Öffentliche Armut (2. Männerstimme) – Regie: Dieter Carls (Hörspiel – WDR/BR/RB)
- 1981: Walter Kappacher: Die irdische und die himmlische Liebe (2. Engel) – Regie: Karl Wilhelm Schwarz (ORF)
- 1981: Friedrich Schiller: Maria Stuart (Wilhelm Davison) – Bearbeitung und Regie: Gert Westphal (ORF)
- 1982: Rudolf Bayr: Windmühlen (Partybesucher) – Regie: Klaus Gmeiner (ORF)
- 1983: Walter Kappacher: Bänder (Kaufmann) – Regie: Christian Lichtenberg (ORF)
- 1985: William Shakespeare: Der Liebe Lust und Leid (Lord Dumain) – Bearbeitung und Regie: Klaus Gmeiner (ORF)
- 1985: Gerhart Hauptmann: Michael Kramer (Quantmeyer) – Bearbeitung und Regie: Heinz Wilhelm Schwarz (ORF)

## Auszeichnungen (Auswahl)
- 2013: Kulturpreis der Stadtgemeinde Klosterneuburg[3]